# Dzieje Sasów
Dzieje Sasów, inaczej Dzieje saskie, Kronika Widukinda z Nowej Korbei (łac. Res gestae saxonicae sive annalium libri tres) – utwór literacki w formie kronikarskiej, spisany przez benedyktyńskiego mnicha Widukinda z klasztoru w Nowej Korbei ok. roku 973.

## Struktura
Każda z trzech ksiąg składających się na Dzieje Sasów poprzedzona jest wstępem prawdopodobnie dopisanym w czasie końcowej redakcji tekstu. Wstępy odwołują się do córki cesarza Ottona I – Matyldy, u której ich twórca szukał wsparcia nie tylko duchowego. Taka kompozycja utworu prawdopodobnie wynikała z pierwotnego zamysłu twórcy, aby w ostatnich częściach księgi trzeciej opisać wyniesienie dusz zmarłych członków rodziny cesarskiej ku niebiosom, wespół ze zmarłym w tym samym roku biskupem (według datowania w Rocznikach korbejskich).
Tytuł pracy jest mocno dyskusyjny. W zasadzie powinien być trójwyrazowy. Księga pierwsza opisuje dzieje Sasów począwszy od IV wieku naszej ery aż do przełomu wieków IX i X, w szczególności lądowanie statków saskich w Szlezwiku, spory z Turyngami, współpracę i walki z Frankami. Księga druga opisuje dojście do władzy w Rzeszy dynastii Ludolfingów i okoliczności, które temu towarzyszyły. Księga trzecia zajmuje się sprawami wydarzeń w bliskiej odległości od Nowej Korbei, a więc sprawami Słowian połabskich. Tutaj także po raz pierwszy w historiografii europejskiej mowa jest o królu Mesico (Mieszku I).
Struktura utworu nie jest jednorodna. Wykazuje się różnymi stylami pisarskimi, co uzasadnia przypuszczenie, że jest kompilacją dzieł innych autorów czy kronikarzy.
Res gestae Saxonicae pierwszy raz została wydana drukiem w Bazylei w 1532 roku.